# The Missouri Traveler
The Missouri Traveler è un film statunitense del 1958 diretto da Jerry Hopper.
È un film western a sfondo drammatico, con protagonisti Brandon De Wilde, Lee Marvin e Gary Merrill. È basato sul romanzo di John Burress.

## Produzione
Il film, diretto da Jerry Hopper su una sceneggiatura di Norman S. Hall con il soggetto di John Burress, fu prodotto da Lowell J. Farrell e Patrick Ford per la C.V. Whitney Pictures e girato nei Warner Brothers Burbank Studios a Burbank in California.

## Distribuzione
Il film fu distribuito negli Stati Uniti dal 21 gennaio 1958 al cinema dalla Buena Vista Film Distribution Company. È stato distribuito anche in Finlandia con il titolo Missourin kulkuri.

## Promozione
La tagline è: "This is Your Kind of Movie About Your Kind of Guy!".